# Nacionalna biblioteka Crne Gore „Đurđe Crnojević”
Nacionalna biblioteka Crne Gore „Đurđe Crnojević“ (NBCG) je javna ustanova koja čuva pisane, štampane i na drugim medijima objavljivane publikacije u Crnoj Gori i inostranstvu. U sklopu sopstvene izdavačke produkcije, NBCG publikuje retrospektivnu i tekuću crnogorsku nacionalnu bibliografiju. NBCG je matična biblioteka svim bibliotekama u Crnoj Gori i nacionalna agencija za dodjelu ISBN, ISSN, ISMN i ostalih međunarodnih bibliografskih brojeva, kao i za izradu katalogizacije u publikaciji (CIP) za izdavače u Crnoj Gori.
NBCG „Đurđe Crnojević“ nosi naziv po vladaru Zete u XV vijeku, koji je 1493. osnovao prvu državnu štampariju u svijetu, a drugu ćirilsku u Evropi.

## Najvažnije godine u istoriji biblioteke
- 1592-1593. 	Popisane su 42 knjige u Cetinjskom manastiru, za vrijeme vladavine dinastije Crnojević. U pitanju su prvi sačuvani popisi knjiga u Crnoj Gori.
- 1838. 		Vladar, vladika i pjesnik Petar II Petrović Njegoš izdvojio je iz Cetinjskog manastira svjetovne knjige od crkvenih, koje su on i njegov prethodnik Petar I pribavljali, i prenio ih u svoju rezidenciju, Biljardu. Smatra se da je ta Njegoševa biblioteka imala funkciju državne biblioteke.
- 1893. 		Povodom 400-godišnjice Crnojevića štamparije, knjaz Nikola I Petrović Njegoš osnovao je Javnu biblioteku.
- 1896. 		Donesen je Zakon o Knjaževsko-crnogorskoj biblioteci, kojim je Javna biblioteka dobila zadatak da prikuplja „sve knjige srpske koje su do sada štampane... kako bi predstavljala što potpunije književnost srpsku... sva djela, na svijema jezicima, koja se bave Crnom Gorom“, kao i knjige ostalih jugoslovenskih i slovenskih naroda.[1][2] Ustanovljeno je i zvanje državnog bibliotekara. Biblioteka je bila smještena u prostorijama Zetskog doma, zajedno s Muzejom, gdje je ostala sve do kraja Prvog svjetskog rata.
- 1905. 		Zakonom o štampi u knjaževini Crnoj Gori Biblioteka je dobila pravo na tri obavezna primjerka „od svake štampane stvari“ na teritoriji Crne Gore, čime se znatno uvećao bibliotečki fond.
- 1918. 		U ratnim okolnostima uništen je skoro cjelokupan bibliotečki fond Kraljevske biblioteke.
- 1926. 		Ulogu centralne naučne biblioteke za Crnu Goru preuzima Biblioteka Državnog muzeja na Cetinju, nastala pretežno od preostalog fonda nekadašnje dvorske biblioteke.
- 1944. 		Nakon dolaska komunista na vlast na Cetinju, Biblioteka Državnog muzeja vršila je poslove centralne biblioteke za Crnu Goru.
- 1946. 		Ministarstvo prosvjete Narodne Republike Crne Gore 26. marta osnovalo je Zemaljsku centralnu biblioteku na Cetinju.
- 1951. 		Biblioteka dobija zgradu nekadašnjeg Francuskog poslanstva na Cetinju.
- 1964. 		Zbog značajnog uvećanja bibliotečkog fonda, zdanje nekadašnjeg Italijanskog poslanstva postaje sjedište Biblioteke.
- 1964. 		Biblioteka je preimenovana u Centralnu narodnu biblioteku „Đurđe Crnojević.
- 1981. 		Biblioteka je dobila savremeni Centralni depo za smještaj bibliotečkog fonda, površine 4.500 m2, koji je smješten u okviru kompleksa bivšeg italijanskog poslanstva.
- 2012. 		Centralna narodna biblioteka Crne Gore „Đurđe Crnojević“ preimenovana je u Nacionalnu biblioteku Crne Gore „Đurđe Crnojević“.

## Zgrade biblioteke
NBCG „Đurđe Crnojević“ smještena je na dvije lokacije na Cetinju, u dva značajna istorijska zdanja sagrađena 1910. godine za potrebe italijanske i francuske diplomatije u Kraljevini Crnoj Gori (1910-1918). Bivše Italijansko poslanstvo izgrađeno je po projektu italijanskog arhitekte Koradinija, dok je bivše Francusko poslanstvo projektovao čuveni francuski arhitekta Pol Gode.

## Bibliotečka kolekcija
Bibliotečka kolekcija NBCG „Đurđe Crnojević“ sastoji se od oko 2.000.000 (dva miliona) knjiga, novina, časopisa, rukopisa, geografskih i istoriografskih karata, atlasa, muzikalija, razglednica i fotografija, albuma, kataloga, audio i video materijala, mikrografskih formi i drugog bibliotečkog materijala. Bibliotečka građa raspoređena je u tri cjeline: Osnovni fond, Posebne zbirke i Muzejski fond.
Osnovni fond čine knjige i serijske publikacije (časopisi i novine) iz svih naučnih oblasti, na raznim jezicima. Posebne zbirke čine rukopisi i dokumentaciona građa, Zbirka stare i rijetke knjige, kartografska zbirka, Zbirka muzikalija i audiovizelne građe i likovno-grafička zbirka. Muzejski fond sačinjavaju nacionalna kolekcija Montenegrina ili Černogorika (crnogorska knjiga i crnogorska periodika) i Legati.

### Osnovni fond
Osnovni fond sadrži sve publikacije nabavljene putem obaveznog primjerka, kupovinom, poklonom i međunarodnom razmjenom.Ovaj fond broji oko 800.000 knjiga, 13.000 naslova novina i 11.300 naslova časopisa, kako evropskih i svjetskih, tako i crnogorskih.

### Posebne zbirke
Zbirka rukopisa i dokumentacione građe: Najstariji rukopisi datiraju iz XVIII i XIX vijeka, prvenstveno tadašnjih vladara i znamenitih ličnosti Crne Gore, ali se čuvaju i lična dokumenta, izvještaji, presude. Među vrijednim rukopisima izdvaja se Pismo Ugnjanima vladike Save iz 1774 godine, zatim Pismo Vladike Petra I Petrovića Njegoša Bjelici iz Majina iz 1794. i  Crnogorcima na brodu Porto Roze 1817, kao i Pjesme Petra II Petrovića Njegoša.
Zbirka stare i rijetke knjige sadrži oko 10.000 bibliotečkih jedinica, u koje spadaju inkunabule, postinkunabule, stare knjige (ćirilične knjige štampane do 1868. godine, a latinične do 1800), rijetka izdanja i minijature. Najvrednija rukopisna ćirilička knjiga je Otočnik, s kraja XIV vijeka. Što se tiče štampanih knjiga, u Zbirci su najstarije Noctes Atticae, štampana u tipografiji Andrije Paltašića-Kotoranina (Venecija, 1477) i Epistolae sancti Hieronymi (Venecija, 1496. godine, štampar Jovan Varcelens). Od periodičnih publikacija s kraja XVIII i iz XIX vijeka po raritetnosti se izdvaja Orfelinov Славено сербскиј магазин, prvi srpski časopis iz 1768. godine.
Kartografsku zbirku sačinjava više od 500 geografskih atlasa i 2.500 geografskih karata. Najstariji i najvrijedniji atlas u zbirci crnogorske nacionalne biblioteke potiče iz 1764. godine. Riječ je o prvom atlasu Mediterana, Carte de la mer Mediterranée, čuvenog francuskog hidrografa Jozefa Roa (Joseph Raux). Ovoj Zbirci pripada i 42.800 razglednica, od kojih one najstarije s kraja XIX vijeka mogu predstavljati veoma značajan materijal za izučavanje života tadašnjih stanovnika Cetinja i Crne Gore, koji su na razglednicama bilježili impresije o velikim evropskim i svjetskim gradovima, ali i događajima iz svojih privatnih života.
Zbirka muzikalija i audiovizuelne građe broji oko 27.000 bibliotečkih jedinica, to jest oko 19.000 audio-vizuelne građe i 8.000 štampanih muzikalija, među kojima posebnu vrijednost imaju Album Černogorski, 70 narodniuh pisni Ludovika Kube iz 1890, kao i Motivi iz Crne Gore, koncert za violinu i klavir Antuna Pogačara. Biblioteka, između ostalog, posjeduje oko 7.500 singl ploča, 7.000 LP ploča, 4.100 zvučnih kaseta, više od 200 video kaseta i 1.000 kompakt diskova.
Likovno-grafička zbirka sadrži oko 74.000 plakata svih vrsta, od čega 17.000 crnogorskih - političkih, filmskih, koncertnih, izložbenih, pozorišnih, edukativnih, turističkih, trgovačkih. Po raritetnosti, ali i umjetničkoj vrijednosti, ističu se plakati rađeni za predstave izvođene u Kraljevskom pozorištu „Zetski dom“ na Cetinju, s kraja XIX i početka XX vijeka.

### Muzejski fond
Nacionalna kolekcija Montenegrina formirana je i popunjava se na osnovu tri kriterijuma, na kojima se zasniva i crnogorska nacionalna bibliografija. Ona uključuje: publikacije čiji su autori (stvarni autori, prevodioci, sastavljači antologija, ilustratori, fotografi...) rođeni u Crnoj Gori ili su porijeklom iz Crne Gore, publikacije objavljene/izdate ili štampane na teritoriji Crne Gore - nezavisno od autorstva i tematike, kao i publikacije tematski vezane za Crnu Goru - bez obzira na autorstvo, jezik i mjesto izdanja. 
Kolekcija Montenegrina sadrži više od 40.000 knjiga, od kojih je veliki broj unikatan i raritetan, kao i oko 1.300 naslova časopisa i novina, sa oko 85.000 brojeva, među kojima su unikatni i raritetni Grlica (1835), Orlić (1865), Crnogorka (1871), Crnogorac (1871), Glas Crnogorca (1873) i Prosvjeta (1889). Stara crnogorska periodika sadrži 175 naslova sa više od 12.000 brojeva. Savremeni/tekući časopisi i novine obuhvataju naslove od 1946. godine do danas.
Legati NBCG „Đurđe Crnojević“, posebne ili poklon biblioteke istaknutih crnogorskih stvaralaca, imaju svojstvo nacionalnih kulturnih dobara. Čine ih knjige, arhivska građa, kao i lični predmeti sedam darodavaca: dr Pera Šoća (1884-1966, doktor književnosti, istoričar, ministar u izbjegličkoj Vladi Kraljevine Crne Gore), Nikole Đonovića (1885-1974, advokat, političar i publicista), dr Pavla Mijovića (1914-1996, istoričar umjetnosti, doktor istorijskih nauka, publicista, član Crnogorske akademije nauka i umjetnosti), dr Nika S. Martinovića (1914-1975, pravnik, književnik, filozof, novinar, urednik dnevnog lista Pobjeda (1947-1948), direktor Istorijskog instituta Crne Gore (1948-1949), direktor NBCG „Đurđe Crnojević“ (1957-1973), član Srpske akademije nauka i umjetnosti), Dušana Gvozdenovića (1917-1993, matematičar, univerzitetski profesor, publicista, autor udžebenika iz geometrije i algebre za osnovne škole i fakultete), Radivoja-Lole Đukića (1923-1995, televizijski, pozorišni i filmski reditelj i humorista, pisac i novinar, slikar, jedan od osnivača Televizije Beograd), i dr. Dušana J. Martinovića (1933-2010, doktor geografije, književnik, član CANU, bibliograf,  publicista, direktor Cetinjske gimnazije (1963-1973), direktor NBCG „Đurđe Crnojević“ (1976-1991), glavni i odgovorni urednik „Crnogorske bibliografije 1494-1994“).

## Virtuelna biblioteka Crne Gore
Elektronski katalog NBCG „Đurđe Crnojević“ sadrži više od 220.000 bibliografskih zapisa, koje uključuju knjige, serijske publikacije, članke iz časopisa i novina, kao i publikacije iz posebnih zbirki.

## Digitalna biblioteka
NBCG „Đurđe Crnojević“, kao član Konferencije evropskih nacionalnih biblioteka (CENL), postavila je svoj elektronski katalog, zajednički katalog crnogorskih biblioteka, kao i jedan dio svoje digitalizovane kolekcije na web portalu evropskih nacionalnih biblioteka TEL (The European Library).

## Spoljašnje veze
- Sajt Nacionalne biblioteke „Đurđe Crnojević“
- Elektronski katalog Архивирано на веб-сајту  (2. новембар 2016)